# 阿德里亚诺·博特略·德·瓦斯康塞洛斯
阿德里亚诺·博特略·德·瓦斯康塞洛斯（葡萄牙語：Adriano Botelho de Vasconcelos，1955年9月8日—）是一位安哥拉诗人、作家和政治家。

## 作品
德·瓦斯康塞洛斯出版的诗集有：《地球之声》 (1974)、《唯一反叛者的生命》 (1975)、《Ilusão Armada的细胞》(l983)、《病历》(1984)、《情绪》 (1988)、《沉默深渊》 (1992)、《板》 (2003)、《Olímias》 (2005), 《Luanary》 (2007)。编辑了以下文集：《碎布玩偶》（2005，安哥拉儿童故事集）、《猎人梦》（2005年，安哥拉短篇小说集）、《听到你们的梦》(2005，安哥拉现代诗集)。此外他编辑的评论集有：《团结和斗争》（1974年），《安哥拉人》，《艺术和文学》（1984），《多数发生者》（RJ）。